# Manfred Wörner

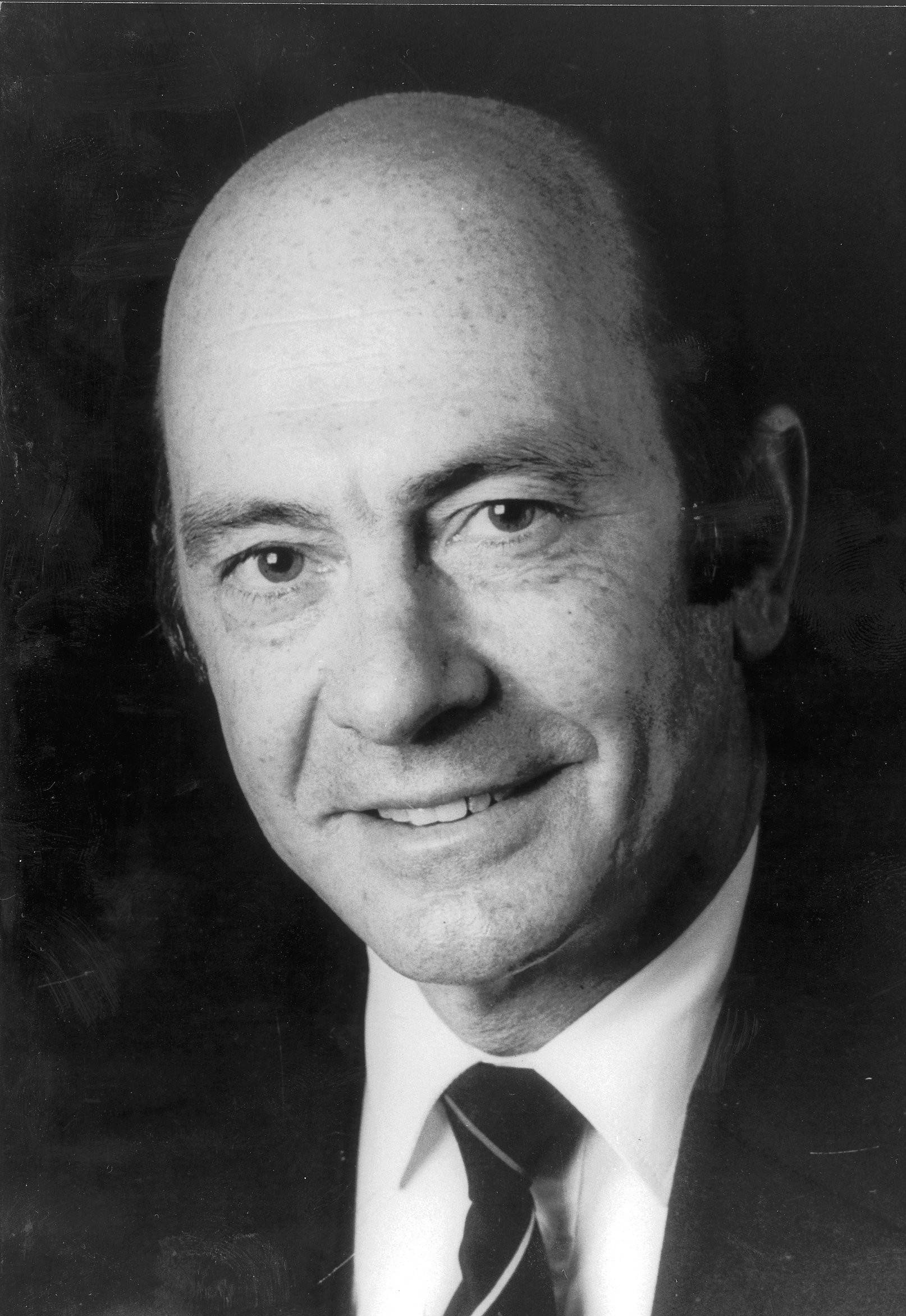
Manfred Wörner (1982)

Unterschrift von Manfred Wörner

Manfred Hermann Wörner (* 24. September 1934 in Stuttgart-Bad Cannstatt; † 13. August 1994 in Brüssel) war ein deutscher Politiker (CDU). Er war von 1965 bis 1988 Mitglied des Deutschen Bundestages, dort von 1976 bis 1980 Vorsitzender des Verteidigungsausschusses. Von 1982 bis 1988 war er unter Bundeskanzler Helmut Kohl Bundesminister der Verteidigung. Von 1988 bis 1994 war er bisher einziger deutscher NATO-Generalsekretär und Vorsitzender des Nordatlantikrats.

## Leben

### Herkunft, Studium und Beruf
Wörner wurde 1934 als Sohn des schwäbischen Textilkaufmanns Carl Wörner und seiner Frau Kläre Wörner, geborene Aldinger, im Stuttgarter Stadtteil Bad Cannstatt geboren. Er wurde evangelisch getauft (nach dem Krieg leitete er die Jugendgruppe des örtlichen Evangelischen Jungmännerwerks). Sein Vater betrieb mehrere Geschäfte in Coburg, Karlsruhe und Reutlingen.
Nach dem Abitur 1953 am Johannes-Kepler-Gymnasium Bad Cannstatt studierte er Rechtswissenschaften an den Universitäten in Heidelberg, Paris (Sorbonne) und München. Seine Studien beendete er 1957 in München mit dem Ersten juristischen Staatsexamen. Es folgte der Vorbereitungsdienst in Stuttgart und 1961 das Zweite juristische Staatsexamen. 1959 wurde er beim Völkerrechtler Friedrich Berber an der Juristischen Fakultät der Ludwig-Maximilians-Universität München mit der Dissertation Strafgerichtsbarkeit über Truppen auf befreundetem Staatsgebiet zum Dr. jur. promoviert.
Er trat 1961 als Regierungsassessor in die Innenverwaltung des Landes Baden-Württemberg ein und war bis 1962 beim Landratsamt Öhringen tätig. Von 1962 bis 1964 arbeitete er als Parlamentarischer Berater in der Verwaltung des Landtages von Baden-Württemberg in Stuttgart. 1965 war er Regierungsrat beim Landratsamt Göppingen in der Region Stuttgart.

### Reserveoffizier
Wörner gehörte zu den sogenannten Weißen Jahrgängen und leistete daher keinen Grundwehrdienst bei der Bundeswehr. Ab Sommer 1966 erwarb er auf Wehrübungen beim Jagdbombergeschwader 34 in Memmingen als Flugschüler auf dem „Starfighter“ den Pilotenschein für Strahlflugzeuge (er war Inhaber des Militärflugzeugführerscheins I. Klasse und der Instrumentenflugberechtigung für Strahlflugzeuge). Weitere Wehrübungen leistete er u. a. in Neuburg an der Donau, Fürstenfeldbruck, Nordholz, Decimomannu (Italien) und Altenstadt. Im Jahr 1968 wurde er mit der Leutnantsbeförderung zum Reserveoffizier. Es folgten Ernennungen zum Oberleutnant (1968), Hauptmann (1970) und Major (1974). Zuletzt (1977) hatte er den Rang eines Oberstleutnants der Reserve der Luftwaffe.

### Familie
Wörner war zweimal verheiratet. Am 12. Dezember 1972 heiratete er die Journalistin Anna-Maria Caesar, Tochter eines Luftwaffenoffiziers. In zweiter Ehe war er ab 1982 bis zu seinem Tod mit der Journalistin Elfie Reinsch (1941–2006) verheiratet.

## Politik

### Partei und politische Bildung
Ab 1953 war Wörner Mitglied der Jungen Union und trat 1956 in die CDU ein. Ab 1973 gehörte er dem CDU-Bundesvorstand an.
Er beschäftigte sich zunächst mit Fragestellungen zur Politischen Bildung im Rahmen von Seminaren der Politischen Akademie Eichholz auf Schloss Eichholz in Wesseling.
Wörner war von 1968 bis 1972 Geschäftsführender Vorsitzender, von 1972 bis 1988 stellvertretender Vorsitzender und von 1988 bis 1994 Mitglied des Vorstandes der in Sankt Augustin ansässigen parteinahen Konrad-Adenauer-Stiftung.

### Abgeordneter

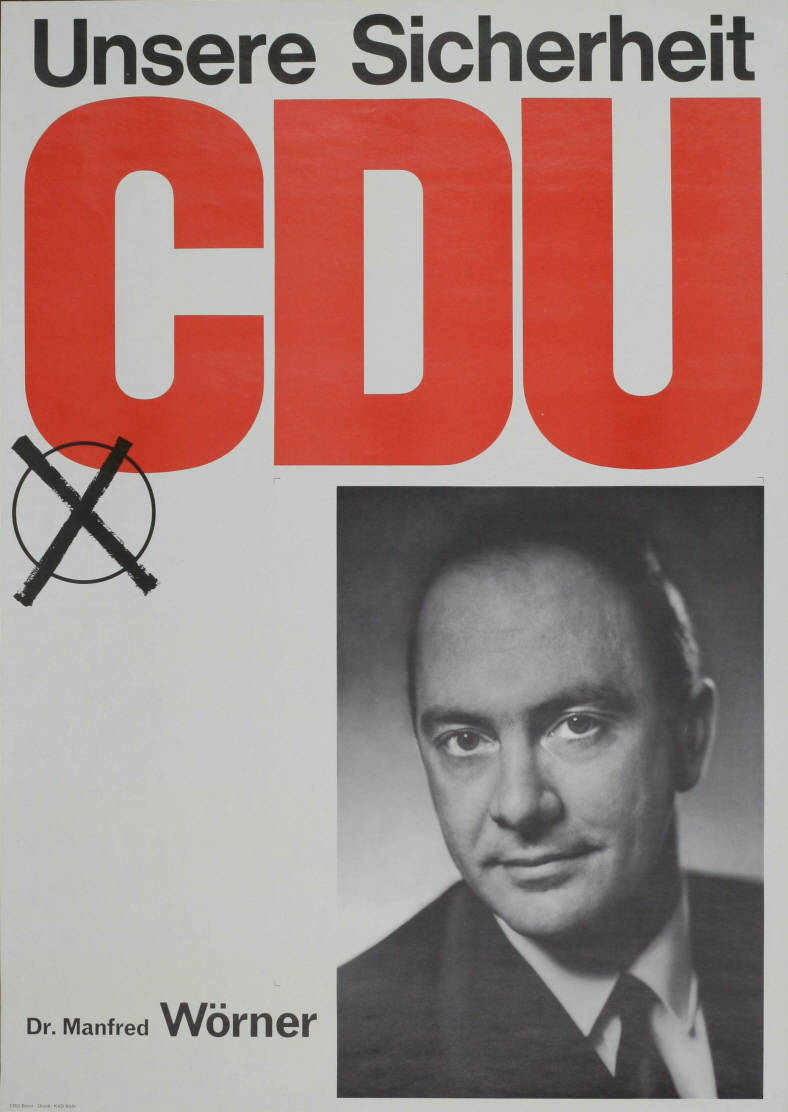
Plakat zur Bundestagswahl 1965

Wörner war 23 Jahre (1965 bis 1988) direkt gewähltes Mitglied des Deutschen Bundestages für den Bundestagswahlkreis Göppingen.
Er zog erstmals nach der Bundestagswahl 1965 in den Bundestag ein und erneut nach den Bundestagswahlen 1969, 1972, 1976, 1980, 1983 und 1987.
Er war von 1969 bis 1972 einer der stellvertretenden Vorsitzenden der CDU/CSU-Bundestagsfraktion. Rainer Barzel übertrug ihm im Haushaltsausschuss gelegentlich die Aufgabe des Sprechers der Fraktion.
Wörner war zudem Wehrexperte der CDU. Er vertrat 1974 die Position, dass die Bundesrepublik den Atomwaffensperrvertrag nicht unterzeichnen sollte. Zunächst Mitglied, war er von 1976 bis 1980 Vorsitzender des Verteidigungsausschusses des Deutschen Bundestages.
Von 1969 bis 1972 war er stellvertretendes Mitglied des Sportausschusses des Deutschen Bundestages, der die Olympischen Sommerspiele 1972 in München vorbereitete. Er war Mitglied im FC Bundestag und Träger des Deutschen Sportabzeichens in Gold (1978).

### Verteidigungsminister
Bereits bei der Bundestagswahl 1972 war er im Schattenkabinett von Barzel als Verteidigungsminister vorgesehen. Nach der Wende in Bonn wurde Wörner am 4. Oktober 1982 als Bundesminister der Verteidigung in das erste Kabinett von Bundeskanzler Helmut Kohl berufen. Er stand für eine Annäherung an Frankreich in Sicherheitsfragen und galt als Vertreter einer engen transatlantischen Zusammenarbeit. So war er u. a. ein Befürworter des NATO-Doppelbeschlusses (1979); kurz nach seiner Amtszeit wurde die Deutsch-Französische Brigade (1989) aufgestellt. Für die Entwicklung des „Jäger 90“ (später Eurofighter) machte er sich stark.
Aufsehen erregte er 1984 durch die sogenannte Kießling-Affäre. Er stufte, sich auf den Militärischen Abschirmdienst (MAD) stützend, den Vier-Sterne-General und damaligen stellvertretenden NATO-Oberbefehlshaber Günter Kießling wegen dessen angeblicher Homosexualität und vermeintlicher Erpressbarkeit als Sicherheitsrisiko ein. Er entschied am 8. Dezember 1983, ihn zum Ende des Jahres 1983 vorzeitig in den Ruhestand zu versetzen. Die Vorwürfe wurden allerdings später entkräftet, sodass sich Wörner wegen seiner „Voreiligkeit“ entschuldigte und dem Bundeskanzler seinen Rücktritt anbot. Dieser wurde allerdings durch Kohl abgelehnt. Kießling wurde ab 1. Februar 1984 wieder in Dienst gestellt und am 26. März 1984 mit dem Großen Zapfenstreich in den ehrenhaften Ruhestand versetzt.
1987 nahmen auf seine Veranlassung hin erstmals Bundeswehroffiziere an einem Militärmanöver des Warschauer Paktes teil.

### NATO-Generalsekretär
Am 11. Dezember 1987 wurde Wörner zum NATO-Generalsekretär gewählt. Am 18. Mai 1988 trat er als Verteidigungsminister zurück und wurde am 1. Juli 1988 als Nachfolger von Peter Carington in das Amt des NATO-Generalsekretärs eingeführt. In seine Amtszeit fiel das Ende des Kalten Krieges (siehe NATO-Gipfel in London 1990) und die darauf folgende Umstrukturierung der Bündnisstruktur der NATO. So wurde auf dem NATO-Gipfel in Brüssel 1994 auf Vorschlag Wörners die Umwandlung der NATO in ein konfliktverhütendes Bündnis bestätigt. Kurz vor seinem Tod konnte er die Partnerschaft für den Frieden ins Leben rufen. Außerdem setzte er sich für die Eingliederung des wiedervereinigten Deutschlands in das Bündnis ein.

## Auszeichnungen
- Verleihung der Ehrendoktorwürde der Troy State University in Troy, Alabama im Jahre 1985.
- 1991 erhielt er das Großkreuz (Cavaliere di Gran Croce) des Verdienstordens der Italienischen Republik.
- 1993 Auszeichnung mit der „Department of Defense Medal for Distinguished Public Service“ durch US-Verteidigungsminister Les Aspin
- Im Frühjahr 1994 wurde Manfred Wörner von seiner Wohnortgemeinde Wäschenbeuren im Landkreis Göppingen zum Ehrenbürger ernannt.
- 1994 wurde er durch Bundespräsident Richard von Weizsäcker mit dem Großkreuz des Verdienstordens der Bundesrepublik Deutschland geehrt.
- Ebenfalls 1994 wurde er für seine Verdienste um die deutsch-amerikanischen Beziehungen mit dem Eric-M.-Warburg-Preis der Atlantik-Brücke geehrt.
- Am 30. April 1994 wurde ihm die Verdienstmedaille des Landes Baden-Württemberg verliehen.

## Tod und Erinnerung

### Staatsakt

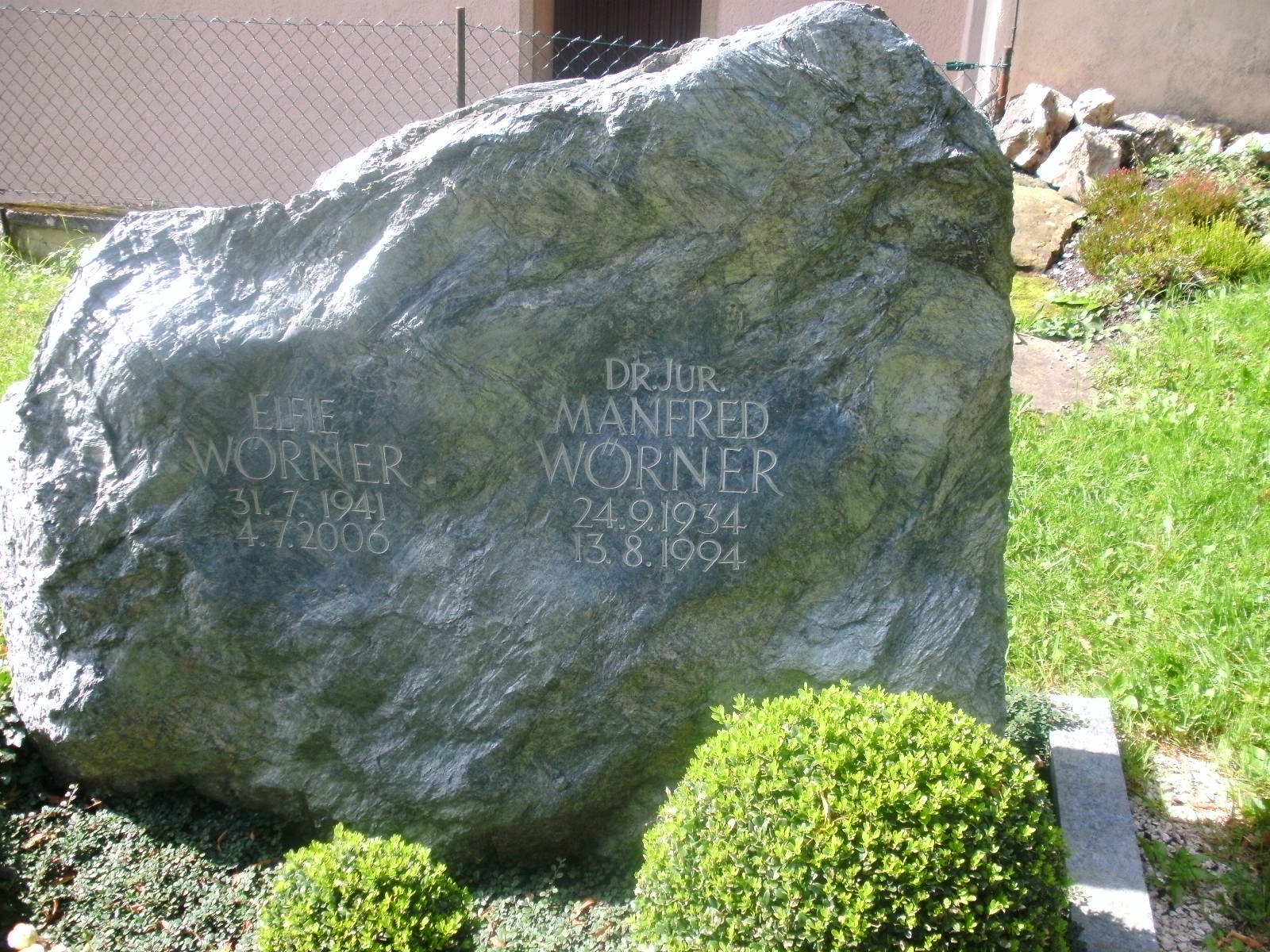
Grabmal von Manfred und Elfie Wörner auf dem Friedhof in Hohenstaufen

Manfred Wörner verstarb 1994 im Alter von 59 Jahren in seiner Dienstwohnung in Brüssel an den Folgen eines Darmkrebsleidens. Er wurde auf dem Dorffriedhof in Hohenstaufen bei Göppingen beigesetzt. Die offizielle Trauerrede beim Staatsakt im Plenarsaal des Bundestages hielt Bundeskanzler Helmut Kohl.

### Würdigungen

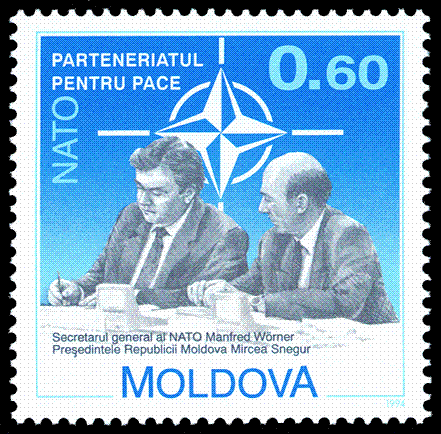
Briefmarke aus der Republik Moldau

- Zur Pflege der Beziehungen zwischen Deutschland und den Vereinigten Staaten findet seit 1982 regelmäßig ein durch die Bundeswehr getragenes sicherheitspolitisches „Manfred-Wörner-Seminar“[7] statt.
- Der Bildhauer Kurt Arentz übergab 1985 ein Porträt an Manfred Wörner.[8]
- Ausgabe einer Briefmarke in der Republik Moldau, auf der der moldauische Staatspräsident Mircea Snegur und der NATO-Generalsekretär Manfred Wörner bei der Unterzeichnung der Partnerschaft für den Frieden am 16. März 1994 porträtiert sind.
- 1994–1998 Gründung von Manfred-Wörner-Stiftungen in Bulgarien, Rumänien und Ungarn.
- 1995 wurde durch die Verteidigungsminister der NATO das „Manfred Wörner Essay Award“[9] eingerichtet.
- Im Andenken an Manfred Wörner verleiht der Bundesminister der Verteidigung seit 1996 jährlich die Manfred-Wörner-Medaille[10] an Persönlichkeiten, die sich in „besonderer Weise um Frieden und Freiheit in Europa verdient gemacht haben“.
- In Sofia, Bulgarien, wurde 1995 eine Straße nach Manfred Wörner benannt.
- 1996 wurde im Südpark von Sofia, Bulgarien, ein Wörner-Gedenkstein aufgestellt.
- Der Freundeskreis der Bundesakademie für Sicherheitspolitik organisiert seit 1997 die Vortragsreihe „Manfred-Wörner-Rede“.[11]
- 1997 wurde der „Dr. Manfred Wörner Circle“[12] initiiert, deren Ehrenpräsident Amedeo de Franchis ist.
- Im George C. Marshall Europäisches Zentrum für Sicherheitsstudien wurde 1997 eine „Wörner Hall“[13] eingeweiht.
- Die Konrad-Adenauer-Stiftung richtet regelmäßig die „Manfred-Wörner-Memorial-Lecture“ aus.
- Auf dem Gelände der Offizierschule der Luftwaffe in Fürstenfeldbruck existiert ein Manfred Wörner Marktplatz
- Zu Wörners Würdigung wurde 1999 das Manfred-Wörner-Stipendium an den Universitäten der Bundeswehr in Hamburg und München für Nachwuchswissenschaftler begründet, das durch das Bundesministerium der Verteidigung getragen wird.
- In Göppingen, seinem ehemaligen Wahlkreis, trägt die „Manfred-Wörner-Straße“ seinen Namen.
- Nach Wörner wurde der Bergsattel Wörner Gap auf der antarktischen Livingston-Insel benannt.
- In Wäschenbeuren im Landkreis Göppingen, seinem Wohnort, ist der „Manfred-Wörner-Platz“ vor dem Rathaus nach ihm benannt.
- 1998[14] Einrichtung des „Manfred Wörner Building“ für Partner-Delegationen in Brüssel durch NATO-Generalsekretär Javier Solana.
- 2000/03 wurde das Manfred-Wörner-Zentrum[15] der Führungsakademie der Bundeswehr in der Clausewitz-Kaserne in Hamburg eingeweiht. Im Foyer wurde eine Büste, die Manfred Wörner zeigt, aufgestellt. Außerdem wurde ein „Dr. Manfred Wörner-Preis“ ausgelobt für die besten internationalen Teilnehmer des Lehrgangs für den Generalstabsdienst/Admiralstabsdienst (LGAN)
- 2001 wurde im Außenministerium von Ungarn in Budapest ein Manfred Wörner Room eingeweiht.
- An der NATO School in Oberammergau wurde 2005 die „Manfred Wörner Hall“,[16] ein Hörsaal, nach Wörner benannt.
- Die Konrad-Adenauer-Stiftung lobte zum 20. Todestag Wörners, 2014, das „Manfred-Wörner-Stipendium für sicherheitspolitische Studien“[17] aus, welches Promotionsstudierende, insbesondere Zeitgeschichte und Politikwissenschaft, „deren Forschungsarbeit sich auf Fragen der euro-atlantischen Stabilität und der internationalen Sicherheit richtet“, finanziell und ideell fördert.

## Kabinette
- Kabinett Kohl I – Kabinett Kohl II – Kabinett Kohl III

## Schriften (Auswahl)
- Strafgerichtsbarkeit über Truppen bei einverständlichem Aufenthalt auf fremdem Staatsgebiet. Dissertation, Universität München, 1959.
- Wege zum Frieden in Freiheit. CDU-Bundesgeschäftsstelle, Bonn 1984.
- Frieden in Freiheit. Beitrag zur Sicherheits- und Verteidigungspolitik, Strategie, Bundeswehr und zum Dienst der Soldaten. Bernard & Graefe, Koblenz 1987, ISBN 3-7637-5843-7.
- 30 Jahre Militärseelsorgevertrag in der Bundesrepublik Deutschland. Texte eines Gottesdienstes und eines Festaktes am 24. Februar 1987 in Bonn. Idea Verlag, Wetzlar 1987.
- Das atlantische Bündnis in den neunziger Jahren. Am 8. Februar 1990 im Haus der Patriotischen Gesellschaft. Übersee-Club, Hamburg 1990.
- Europäische Sicherheit in den 90er Jahren. Schwäbische Gesellschaft, Stuttgart 1990.
- Was ist europäische Sicherheit nach dem Kalten Krieg?  Philip Morris Institute For Public Policy Research, Brüssel 1993.
- Für Frieden in Freiheit. Reden und Aufsätze (= Veröffentlichung der Konrad-Adenauer-Stiftung). hrsg. von Günter Rinsche und Gerd Langguth. Edition q, Berlin 1995, ISBN 3-86124-312-1.